# Tomáš Portyk
Tomáš Portyk (ur. 6 kwietnia 1996 w Jilemnicach) – czeski dwuboista klasyczny, złoty medalista igrzysk olimpijskich młodzieży i mistrzostw świata juniorów.

## Kariera
Po raz pierwszy na arenie międzynarodowej pojawił się 4 września 2010 w Libercu, gdzie w zawodach Alpen Cup zajął 46. miejsce w Gundersenie. W 2011 roku wystartował na mistrzostwach świata juniorów w Otepää, zajmując 50. miejsce w sprincie. Jeszcze pięciokrotnie startował w zawodach tego cyklu, największy sukces osiągając na rozgrywanych w 2016 roku mistrzostwach świata juniorów w Râșnovie, gdzie zwyciężył w sprincie. W 2012 roku zwyciężył w kombinacji na igrzyskach olimpijskich młodzieży w Innsbrucku.
W zawodach Pucharu Świata zadebiutował 12 stycznia 2013 roku w Chaux-Neuve, gdzie zajął 47. miejsce w Gundersenie. Pierwsze pucharowe punkty zdobył 7 grudnia 2013 roku w Lillehammer, zajmując 24. miejsce. W klasyfikacji generalnej sezonu 2013/2014 zajął ostatecznie 40. miejsce. W 2013 roku wystąpił na mistrzostwach świata w Val di Fiemme, zajmując dziesiąte miejsce w sztafecie. Na rozgrywanych dwa lata później mistrzostwach świata w Falun był ósmy w sztafecie i sprincie drużynowym, a indywidualnie plasował się na przełomie trzeciej i czwartej dziesiątki. W międzyczasie wziął udział w igrzyskach olimpijskich w Soczi, gdzie w drużynie był siódmy, na dużej skoczni zajął 25. miejsce, a na normalnym obiekcie uplasował się na 32. pozycji.
W grudniu 2023 roku ogłosił zakończenie kariery.

## Osiągnięcia

### Igrzyska olimpijskie
| Miejsce | Dzień     | Rok  | Miejscowość | Konkurencja           | Wynik zwycięzcy | Strata  | Zwycięzca       |
| ------- | --------- | ---- | ----------- | --------------------- | --------------- | ------- | --------------- |
| 32.     | 12 lutego | 2014 | Soczi       | Gundersen HS106/10 km | 23:50,2         | +2:27,0 | Eric Frenzel    |
| 25.     | 18 lutego | 2014 | Soczi       | Gundersen HS140/10 km | 22:45,5         | +1:32,3 | Jørgen Gråbak   |
| 7.      | 20 lutego | 2014 | Soczi       | Sztafeta HS140/4x5 km | 47:13,5         | +2:22,6 | Norwegia        |
| 24.     | 14 lutego | 2018 | Pjongczang  | Gundersen HS109/10 km | 24:51,4         | +2:40,0 | Eric Frenzel    |
| 19.     | 20 lutego | 2018 | Pjongczang  | Gundersen HS140/10 km | 23:52,5         | +2:02,4 | Johannes Rydzek |
| 7.      | 22 lutego | 2018 | Pjongczang  | Sztafeta HS140/4x5 km | 46:09,8         | +3:57,3 | Niemcy          |
| 20.     | 9 lutego  | 2022 | Zhangjiakou | Gundersen HS106/10 km | 25:07,7         | +2:08,7 | Vinzenz Geiger  |
| 27.     | 15 lutego | 2022 | Zhangjiakou | Gundersen HS140/10 km | 27:13,3         | +3:07,3 | Jørgen Graabak  |
| 7.      | 17 lutego | 2022 | Zhangjiakou | Sztafeta HS140/4x5 km | 50:45,1         | +2:25,5 | Norwegia        |

### Mistrzostwa świata
| Miejsce | Dzień     | Rok  | Miejscowość      | Konkurencja                     | Wynik zwycięzcy | Strata  | Zwycięzca          |
| ------- | --------- | ---- | ---------------- | ------------------------------- | --------------- | ------- | ------------------ |
| 10.     | 24 lutego | 2013 | Val di Fiemme    | Sztafeta HS106/4x5 km           | 57:34,0         | +5:06,7 | Francja            |
| DNS     | 28 lutego | 2013 | Val di Fiemme    | Gundersen HS134/10 km           | 27:22,8         | -       | Eric Frenzel       |
| 33.     | 20 lutego | 2015 | Falun            | Gundersen HS100/10 km           | 26:38,9         | +2:53,8 | Johannes Rydzek    |
| 8.      | 22 lutego | 2015 | Falun            | Sztafeta HS100/4x5 km           | 44:20,7         | +3:46,4 | Niemcy             |
| 30.     | 26 lutego | 2015 | Falun            | Gundersen HS134/10 km           | 22:45,8         | +2:01,5 | Bernhard Gruber    |
| 8.      | 28 lutego | 2015 | Falun            | Sprint drużynowy HS134/2x7.5 km | 38:31,6         | +1:50,4 | Francja            |
| 40.     | 24 lutego | 2017 | Lahti            | Gundersen HS100/10 km           | 26:19,6         | +3:09,0 | Johannes Rydzek    |
| 11.     | 26 lutego | 2017 | Lahti            | Sztafeta HS100/4x5 km           | 47:57,3         | +4:56,6 | Niemcy             |
| 34.     | 1 marca   | 2017 | Lahti            | Gundersen HS130/10 km           | 26:41,6         | +4:46,1 | Johannes Rydzek    |
| 8.      | 3 marca   | 2017 | Lahti            | Sprint drużynowy HS130/2x7,5 km | 28:45,8         | +1:26,4 | Niemcy             |
| 33.     | 22 lutego | 2019 | Seefeld in Tirol | Gundersen HS130/10 km           | 23:43,0         | +3:52,4 | Eric Frenzel       |
| 10.     | 24 lutego | 2019 | Seefeld in Tirol | Sprint drużynowy HS130/2x7,5 km | 28:29,5         | +3:34,5 | Niemcy             |
| 28.     | 28 lutego | 2019 | Seefeld in Tirol | Gundersen HS109/10 km           | 25:01,3         | +2:30,4 | Jarl Magnus Riiber |
| 9.      | 2 marca   | 2019 | Seefeld in Tirol | Sztafeta HS109/4x5 km           | 50:15,5         | +4:27,6 | Norwegia           |
| 32.     | 26 lutego | 2021 | Oberstdorf       | Gundersen HS106/10 km           | 23:01,2         | +3:30,1 | Jarl Magnus Riiber |
| 8.      | 28 lutego | 2021 | Oberstdorf       | Sztafeta HS106/4x5 km           | 43:57,7         | +4:21,3 | Norwegia           |
| 32.     | 4 marca   | 2021 | Oberstdorf       | Gundersen HS137/10 km           | 23:11,1         | +4:53,7 | Johannes Lamparter |
| DSQ     | 25 lutego | 2023 | Planica          | Gundersen HS102/10 km           | 24:36,3         | -       | Jarl Magnus Riiber |
| 9.      | 1 marca   | 2023 | Planica          | Sztafeta HS138/4x5 km           | 47:20,4         | +4:14,2 | Norwegia           |
| 32.     | 4 marca   | 2023 | Planica          | Gundersen HS138/10 km           | 23:42,6         | +5:30,5 | Jarl Magnus Riiber |

### Mistrzostwa świata juniorów
| Miejsce | Dzień       | Rok  | Miejscowość   | Konkurencja           | Wynik zwycięzcy | Strata  | Zwycięzca             |
| ------- | ----------- | ---- | ------------- | --------------------- | --------------- | ------- | --------------------- |
| 50.     | 29 stycznia | 2011 | Otepää        | Sprint HS100/5 km     | 12:44,5         | +4:05,6 | Marjan Jelenko        |
| 30.     | 22 lutego   | 2012 | Erzurum       | Gundersen HS109/10 km | 26:50,8         | +2:08,1 | Mattia Runggaldier    |
| 40.     | 25 lutego   | 2012 | Erzurum       | Sprint HS109/5 km     | 12:52,9         | +2:25,5 | Øystein Granbu Lien   |
| 7.      | 23 stycznia | 2013 | Liberec       | Gundersen HS100/10 km | 24:51,0         | +1:00,3 | Manuel Faißt          |
| 9.      | 25 stycznia | 2013 | Liberec       | Sprint HS100/5 km     | 11:49,4         | +48,1   | Manuel Faißt          |
| 10.     | 26 stycznia | 2013 | Liberec       | Sztafeta HS100/4x5 km | 47:46,9         | +4:34,6 | Niemcy                |
| DNS     | 30 stycznia | 2014 | Val di Fiemme | Gundersen HS106/10 km | 29:47,1         | -       | Philipp Orter         |
| 5.      | 1 lutego    | 2014 | Val di Fiemme | Gundersen HS106/5 km  | 13:44,2         | +13,7   | Philipp Orter         |
| 10.     | 4 lutego    | 2015 | Ałmaty        | Gundersen HS100/10 km | 25:54,2         | +1:13,1 | Jarl Magnus Riiber    |
| 4.      | 6 lutego    | 2015 | Ałmaty        | Gundersen HS100/5 km  | 12:21,8         | +48,5   | Jarl Magnus Riiber    |
| 8.      | 7 lutego    | 2015 | Ałmaty        | Sztafeta HS100/4x5 km | 48:41,4         | +7:33,0 | Austria               |
| DNS     | 23 lutego   | 2016 | Râșnov        | Gundersen HS100/10 km | 28:02,1         | -       | Bernhard Flaschberger |
| 1.      | 25 lutego   | 2016 | Râșnov        | Gundersen HS100/5 km  | 11:01,5         | -       | -                     |
| 4.      | 26 lutego   | 2016 | Râșnov        | Sztafeta HS100/4x5 km | 57:31,8         | +3:15,5 | Austria               |

### Puchar Świata

#### Miejsca w klasyfikacji generalnej
- sezon 2012/2013: niesklasyfikowany
- sezon 2013/2014: 40.
- sezon 2014/2015: 33.
- sezon 2015/2016: 26.
- sezon 2016/2017: 37.
- sezon 2017/2018: 27.
- sezon 2018/2019: 36.
- sezon 2019/2020: 27.
- sezon 2020/2021: 35.
- sezon 2021/2022: 31.
- sezon 2022/2023: 55.
- sezon 2023/2024: niesklasyfikowany

#### Miejsca na podium
Portyk nigdy nie stanął na podium zawodów PŚ.

### Puchar Kontynentalny

#### Miejsca w klasyfikacji generalnej
- sezon 2010/2011: niesklasyfikowany
- sezon 2011/2012: niesklasyfikowany
- sezon 2012/2013: 76.
- sezon 2018/2019: 34.

#### Miejsca na podium chronologicznie
| Nr | Data          | Miejscowość | Konkurencja           | Wynik zwycięzcy | Pozycja | Strata  | Zwycięzca     |
| -- | ------------- | ----------- | --------------------- | --------------- | ------- | ------- | ------------- |
| 1. | 10 marca 2019 | Niżny Tagił | Gundersen HS100/15 km | 39:53,0 min     | 2.      | +34,1 s | Thomas Jöbstl |

### Letnie Grand Prix

#### Miejsca w klasyfikacji generalnej
- 2011: niesklasyfikowany
- 2012: 60.
- 2013: 33.
- 2014: 21.
- 2015: 9.
- 2016: 10.
- 2017: (10.)[16]
- 2018: (29.)[17]
- 2019: (43.)[18]
- 2021: nie brał udziału
- 2022: (54.)[19]
- 2023: niesklasyfikowany

#### Miejsca na podium chronologicznie
Portyk nigdy nie stanął na podium zawodów LGP.